# 洛什卡多利纳市镇
洛什卡多利纳市镇，是斯洛文尼亚的市镇，行政中心為洛日附近斯塔里特尔格。属于內卡尼奧拉傳統地區。市镇面积为166.8平方公里，2002年人口数量为3,640人。市镇内有斯內齊尼克城堡和十字岩洞。